# Hypothesenraum
| QS-Informatik | Dieser Artikel wurde wegen inhaltlicher Mängel auf der Qualitätssicherungsseite der Redaktion Informatik eingetragen. Dies geschieht, um die Qualität der Artikel aus dem Themengebiet Informatik auf ein akzeptables Niveau zu bringen. Hilf mit, die inhaltlichen Mängel dieses Artikels zu beseitigen, und beteilige dich an der Diskussion! (+) |

Der Hypothesenraum enthält alle möglichen Hypothesen, die für eine mathematische Problemstellung relevant sind. Die Dimensionalität des Hypothesenraums ist oft sehr groß und jede Dimension kann stetige und diskrete Werte annehmen.
Umgangssprachlich sagt man auch, alle Attribute der Trainingsbeispiele spannen den Hypothesenraum auf.
Der Hypothesenraum ist eng mit dem Versionsraum verbunden.

## Beispiel
In folgendem Beispiel geht es um die Fußball-Weltmeisterschaft in bestimmten Jahren, um deren Teilnehmer und um deren Platzierungen. Es wird dabei ein dreidimensionaler Raum aufgespannt:
- (Frankreich, 2. Platz, 2006)
- (Deutschland, 1. Platz, 2014)
- (Österreich, 3. Platz, 1954)

Der Hypothesenraum umfasst noch viel mehr Hypothesen. Einige davon sind schon eingetreten, andere können als falsch angesehen werden und einige sind noch nicht eingetreten.